# 584e Volksgrenadierdivisie
De 584e Volksgrenadierdivisie / Infanteriedivisie Dennewitz (Duits: 584. Volksgrenadier-Division) was een Duitse infanteriedivisie tijdens de Tweede Wereldoorlog. De divisie werd opgericht en alweer opgeheven voor de oprichting compleet en afgesloten was.

## Geschiedenis
De 584e Volksgrenadierdivisie werd opgericht in begin september 1944 bij Esbjerg  in Denemarken door Wehrkreis X als onderdeel van de 32. Welle. Op 28 september 1944 werd de divisie omgedoopt in Infanteriedivisie Dennewitz (Dennewitz was een belangrijke plaats uit de Duitse bevrijdingsoorlog). Dit was daarmee een zogenaamde Schattendivisie (schaduwdivisie) geworden. Echter, alvorens de oprichting afgesloten was, werd de divisie al op 13 oktober 1944 omgedoopt in de 9e Volksgrenadierdivisie. 

## Commandanten
| Rang | Naam | Begin                | Eind            |
| ---- | ---- | -------------------- | --------------- |
|      | ??   | begin september 1944 | 13 oktober 1944 |

## Samenstelling
- Grenadier-Regiment Dennewitz 1
- Grenadier-Regiment Dennewitz 2
- Grenadier-Regiment Dennewitz 3
- Artillerie-Regiment Dennewitz
- Divisie-eenheden ? (naam/nummer onbekend)